# 戈氏笛鯛
戈氏笛鯛，為輻鰭魚綱鱸形目鱸亞目笛鯛科的其中一種，俗稱巴布亞黑鱸，分布於巴布亞紐幾內亞莫爾茲比港至Fly河的淡水、半鹹水域，婆羅洲、馬來西亞及日本西表島也有產。棲息深度5-20公尺，體長可達100公分，棲息在溪流、河口區，屬肉食性，生活習性不明，可做為食用魚及遊釣魚。水族館商業名稱:巴布亞黃金戰士，釣魚界稱之「青鰽」，因其長相類似紅鰽。

## 書籍
- Froese, R. & Pauly, D. (eds.) (2012). Lutjanus goldiei. FishBase. Version 2012-11.